# Эснар, Фидель
Фидель Эснар (англ. Fidel Esnard, род. 25 февраля 1978) — сентлюсийский шоссейный велогонщик.

## Карьера
В 2010 году занял третье место на чемпионате Сент-Люсии в индивидуальной гонке.
В 2015 году стал чемпионом Сент-Люсии в групповой гонке и году принял участи в чемпионате Карибов.
В последующие три года подряд поднимался на подиум чемпионата Сент-Люсии по итогам групповой гонке. Сначала в 2016 и 2017 на второе место, а в 2018 третье место

## Достижения
2010
3-й на Чемпионат Сент-Люсии — индивидуальная гонка
2015
 Чемпион Сент-Люсии — групповая гонка
2016
2-й на Чемпионат Сент-Люсии — групповая гонка
2017
2-й на Чемпионат Сент-Люсии — групповая гонка
2018
3-й на Чемпионат Сент-Люсии — групповая гонка